# Tatjana Borissowna Janowskaja
Tatjana Borissowna Janowskaja (russisch Татьяна Борисовна Яновская; * 11. August 1932 in Leningrad; † 21. oder 22. Dezember 2019 in St. Petersburg) war eine sowjetische bzw. russische Geophysikerin und Hochschullehrerin.

## Leben
Janowskaja, Tochter des Geologen Boris Janowski und ältere Schwester der Mathematikerin Jelena Janowskaja, studierte an der Universität Leningrad (LGU) in der Physik-Fakultät mit Abschluss 1954.
Es folgte die Aspirantur am Moskauer Institut für Physik der Erde der Akademie der Wissenschaften der UdSSR (AN-SSSR, seit 1991 Russische Akademie der Wissenschaften (RAN)). Für die Bestimmung dynamischer Parameter der Erdbebenherde untersuchte Janowskaja die Verschiebungsfelder der Oberflächenwellen. Ihre daraus resultierende Dissertation verteidigte sie 1958 erfolgreich für die Promotion zur Kandidatin der physikalisch-mathematischen Wissenschaften. Darauf wurde sie wissenschaftliche Mitarbeiterin der seismologischen Station Pulkowo am Pulkowo-Observatorium.
Ab 1960 arbeitete Janowskaja in der Leningrader Abteilung des Moskauer Mathematik-Instituts der AN-SSSR in der von Georgi Petraschen geleiteten Gruppe für elastische Medien. Als ihr Computer zur Verfügung standen, untersuchte sie die Eigenschaften seismischer Wellen durch Numerische Simulation. Sie arbeitete mit Wladimir Keilis-Borok (Institut für Physik der Erde) zusammen. Sie schlug mit ihm erstmals die Monte-Carlo-Methode für die Lösung von Multiparameter-Problemen vor und wendete sie bei der Untersuchung der Wellenausbreitungszeiten an.
Janowskaja kehrte 1968 an die LGU zurück und wurde wissenschaftliche Senior-Mitarbeiterin des Lehrstuhls für Physik der Erde der Physik-Fakultät. Sie leitete das Laboratorium für Seismologie. Ihre Forschungsschwerpunkte waren die Ausbreitung seismischer Wellen in heterogenen Medien und die Seismische Tomographie. Sie verteidigte 1972 ihre Doktor-Dissertation über Lösungsmethoden eines inversen Problems der Seismologie und ihre Anwendung auf die Untersuchung der Übergangszone des Erdkerns zwischen äußerem und innerem Erdkern mit Erfolg für die Promotion zur Doktorin der physikalisch-mathematischen Wissenschaften. 1986 wurde sie zur Professorin ernannt. Unter ihrer Leitung wurden mehr als 30 Kandidat-Dissertationen verteidigt.

## Ehrungen, Preise
- Staatspreis der UdSSR im Bereich Wissenschaft und Technik (1982 mit Anatol Alexejew, Wassili Babin, Georgi Petraschen, Pawel Wladimirowitsch Krauklis, Lew Anatoljewitsch Molotkow,  Iwan Molotkow, Wladimir Buldyrew)[6]
- Ehrenmitglied der American Geophysical Union (1997)[2]
- Beno Gutenberg Medal der European Geosciences Union (2002)[2]
- Ehrenprofessorin der Universität St. Petersburg (2010)[7]